# 聖伊麗莎白教堂 (馬爾堡)
聖伊麗莎白教堂（德語：Elisabethkirche）是位於德國黑森州城市馬爾堡的一座教堂。聖伊麗莎白教堂是德語圈最早的哥特式教堂之一，被認為是科隆大教堂建設時的樣板。
在教堂外有一座銅鑄的教堂模型，是為提供給當地為數眾多的視障人士，得以透過觸摸獲得教堂建築外觀的印象。

## 外部連結
- St. Elizabeth's Church （德文）

50°48′54″N 8°46′11″E / 50.81500°N 8.76972°E